# Scott Twardoski
Scott Twardoski (* 6. März 1973 in Enumclaw, Washington) ist ein US-amerikanischer Schiedsrichter im Basketball, der seit dem Jahr 2009 in der NBA tätig ist. Er trägt die Uniform mit der Nummer 52.

## Karriere

### College-Basketball
Vor dem Einstieg in die NBA arbeitete er zwölf Jahre als College-Basketballschiedsrichter in der Pacific-12 Conference, Big 12 Conference, Big Sky Conference und West Coast Conference.

### National Basketball Association
Twardoski begann im Jahr 2009 seine NBA-Schiedsrichterlaufbahn beim Spiel der Sacramento Kings gegen die Minnesota Timberwolves.
Zuvor war er sechs Jahre als Schiedsrichter in der NBA G-League und sieben Jahre in der Women’s National Basketball Association tätig.